# برنج ژاپنی
برنج ژاپنی یا برنج جاپونیکا یکی از انواع برنج است. برنج بر دو نوع آفریقایی و آسیایی تقسیم می‌شود. نوع آسیایی برنج نیز به دو گروه برنج ژاپنی و برنج هندی یا برنج ایندیکا تقسیم می‌شود. برنج ژاپنی نیز خود به دو گروه برنج ژاپنیِ مناطق معتدل که همان برنج جاپونیکا نام دارد و برنج ژاپنیِ مناطق استوایی به نام برنج جابانیکا تقسیم می‌شود. انشعاب بین دو برنج هندی و ژاپنی بیش از ۷۰۰۰ سال سابقه دارد. هر یک از این دو برنج به‌طور جداگانه از نوع خودرو به نوع کشاورزی تبدیل شده‌اند. 
شکل ظاهری دانه‌های برنج ژاپنی نسبتاً گرد و کوتاه است. نسبت به نوع هندی نشاستهٔ آن دارای آمیلوز کمتر و آمیلوپکتین بیشتری است. در هنگام پختن آب زیادی را جذب کرده و پختهٔ آن نرم و براق است. تفاوت و ویژگی مهم آن در مقایسه با نوع هندی در چسبناک بودن آن است. این نوع برنج هر چه بیشتر جویده شود طعم شیرین‌تری دارد. 